# Calthorpe
Calthorpe – wieś w Anglii, w Norfolk. W 1931 wieś liczyła 143 mieszkańców. Calthorpe jest wspomniana w Domesday Book (1086) jako Calatorp/Caletorp.